# منوچهر مشتاق خراسانی
منوچهر مشتاق خراسانی کارشناس سلاح‌های سرد و نویسنده ایرانی است.

## زندگی‌نامه و آثار
منوچهر مشتاق خراسانی کارشناس سلاح‌های سرد و نویسنده ایرانی است  و در برگزاری دوره‌های آموزشی و سمینارهای مربی‌گری، رهبری، سخنرانی عمومی و بین فرهنگی نیز تخصص دارد. او در سراسر اروپا به زبان‌های انگلیسی، آلمانی و اسپانیایی در بلژیک، آلمان، ایرلند، ایتالیا، لوکزامبورگ، اسپانیا، سوئیس و انگلیس تدریس کرده‌است.
منوچهر مشتاق خراسانی مولف کتاب Arms and Armor from Iran: The Bronze Age to the End of the Qajar Period در ۲۰۰۶ است که به تحلیل موشکافانه جنگ افزارها و جوشن‌های ایرانی از دوران پیش از تاریخ تا آخر دوران قاجار می‌پردازد. این کتاب بر اساس ۸۰۰ منبع مکتوب دست اولیه و ثانویه بوده و برای نخستین بار دربردارنده  بیش از ۵۲۰ اثر از موزه‌های ایران است. همچنین برخی آثار متعلق به مجموعه‌های خصوصی نیز در آن آمده‌اند. این کتاب که وی بیش از ده سال برای نگارش آن صرف کرد به عنوان برگزیده جایزه جهانی کتاب سال جمهوری اسلامی ایران در سال ۲۰۰۹ در زمینه ایران‌شناسی شناخته شد. سلاح‌ها، ابزارهای جنگی، فولادها، جنگ‌افزاها، جوانمردی و عیاری از دوره ساسانی تا بعد از اسلام، از مباحث کتاب است. از این کتاب در دانشگاه‌ها و مراکز تحقیقاتی معتبر سراسر دنیا به عنوان یک منبع مهم در در این زمینه‌ها استفاده می‌شود.
کتاب دیگر خراسانی، “Lexicon of Arms and Armor from Iran: A Study of Symbols and Terminology“  نام دارد که برای آن از صدها منبع دست‌نویس و گوهرنامه، جواهرنامه و شاهنامه استفاده کرده‌است. این کتاب با خطوط  پهلوی، اوستایی و میخی نگاشته شده و لغت‌های قدیمی و فراموش شده فارسی نیز در آن ترجمه شده‌است. هدف او از نگارش این کتاب این است که خواننده بتواند پس از مطالعه این کتاب، کتاب‌هایی مانند شاهنامه را به راحتی مطالعه کند.
خراسانی همچنین بیش از هفتاد و یک مقاله به زبان‌های انگلیسی، اسپانیایی و آلمانی نگاشته‌است .  او متخصص جنگ افزار در منطقه خاورمیانه‌است.  و یکی از دغدغه‌هایش احیای هنرهای رزمی ایران باستان و مرام‌های جوانمردی و عیاری ایرانی است و اعتقاد دارد که سطح آگاهی جوان‌های ما به حدی برسدکه به جای تقلید الگوهای رزمی چینی، ژاپنی و کره‌ای، الگوهای مثل رستم و گیو و توس داشته باشند.
فعالیت عمده خراسانی در حال حاضر، تلاش برای احیای ورزش‌های رزمی سنتی ایران با نام رزم افزار است .  مشتاق خراسانی ساکن آلمان است.

## جوایز
- جایزه کتاب برگزیده سال ۱۳۸۷ جمهوری اسلامی ایران در بخش علوم نظامی بابت تالیف کتاب Arms and Armor from Iran: The Bronze Age to the End of the Qajar Period /جنگ افزارها و جوشن‌های ایرانی از دوره مفرغ تا قاجار [۱۱].